# خالمراد نظروف
خالمراد نظروف (تاجیکی: Холмурод Назаров؛ زادهٔ ۴ فوریهٔ ۱۹۹۴) بازیکن فوتبال است.
وی همچنین در تیم ملی فوتبال تاجیکستان بازی کرده‌است.